# FinecoBank
Die FinecoBank S.p.A. ist ein italienisches Finanzdienstleistungsunternehmen mit Sitz in Mailand, das in den Bereichen Brokerage, Vermögensverwaltung und Bankwesen tätig ist.

## Geschichte
Die FinecoBank entstand im Jahr 1999 als Tochtergesellschaft der Fineco S.p.A., welche 2002 Teil der Capitalia wurde, diese wurde 2007 wiederum von der Unicredit übernommen.
Die FinecoBank-Aktie wird seit 2014 an der Borsa Italiana gehandelt und ist seit 2016 im Leitindex FTSE MIB gelistet, nachdem die Unicredit 20 Prozent der Stammaktien platzierte. Die Börsenkapitalisierung betrug im März 2025 rund 11,4 Milliarden Euro.

## Aktionärsstruktur
(Stand: Januar 2025)
- BlackRock Inc.: 9,201 %
- Schroders PLC: 5,058 %
- FMR LLC: 4,977 %
- Streubesitz: 80,764 %